# 5844 Chlupáč
5844 Chlupáč eller 1986 UQ är en asteroid i huvudbältet som upptäcktes den 28 oktober 1986 av den tjeckiske astronomen Zdeňka Vávrová vid Kleť-observatoriet. Den är uppkallad efter Ivo Chlupáč.
Asteroiden har en diameter på ungefär 4 kilometer.